# Гнездищенский сельский совет (Городнянский район)
Гнездищенский сельский совет (укр. Гніздищенська сільська рада) — входит в состав
Городнянского района
Черниговской области
Украины.
Административный центр сельского совета находится в
с. Гнездище
.

## Населённые пункты совета
- с. Гнездище
- с. Горошковка
- с. Стовповка